# Bankhaus Meyer & Co.

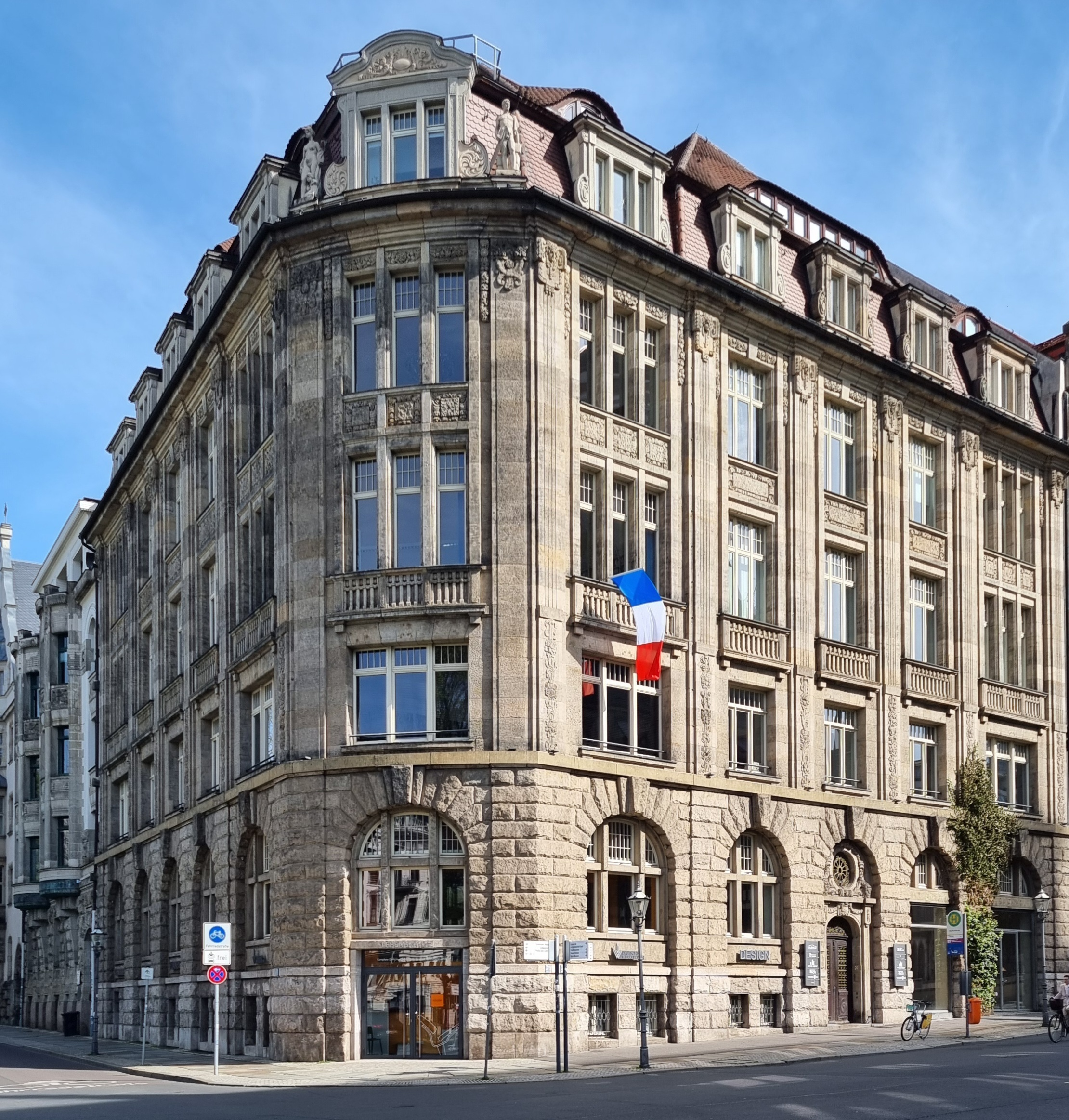
Thomaskirchhof 20 in Leipzig (2024)

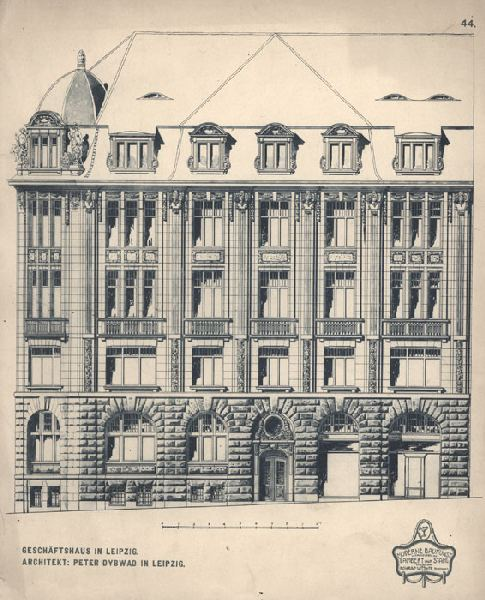
Bankhaus Meyer & Co. im Thomaskirchhof 20, Architekturzeichnung von Peter Dybwad

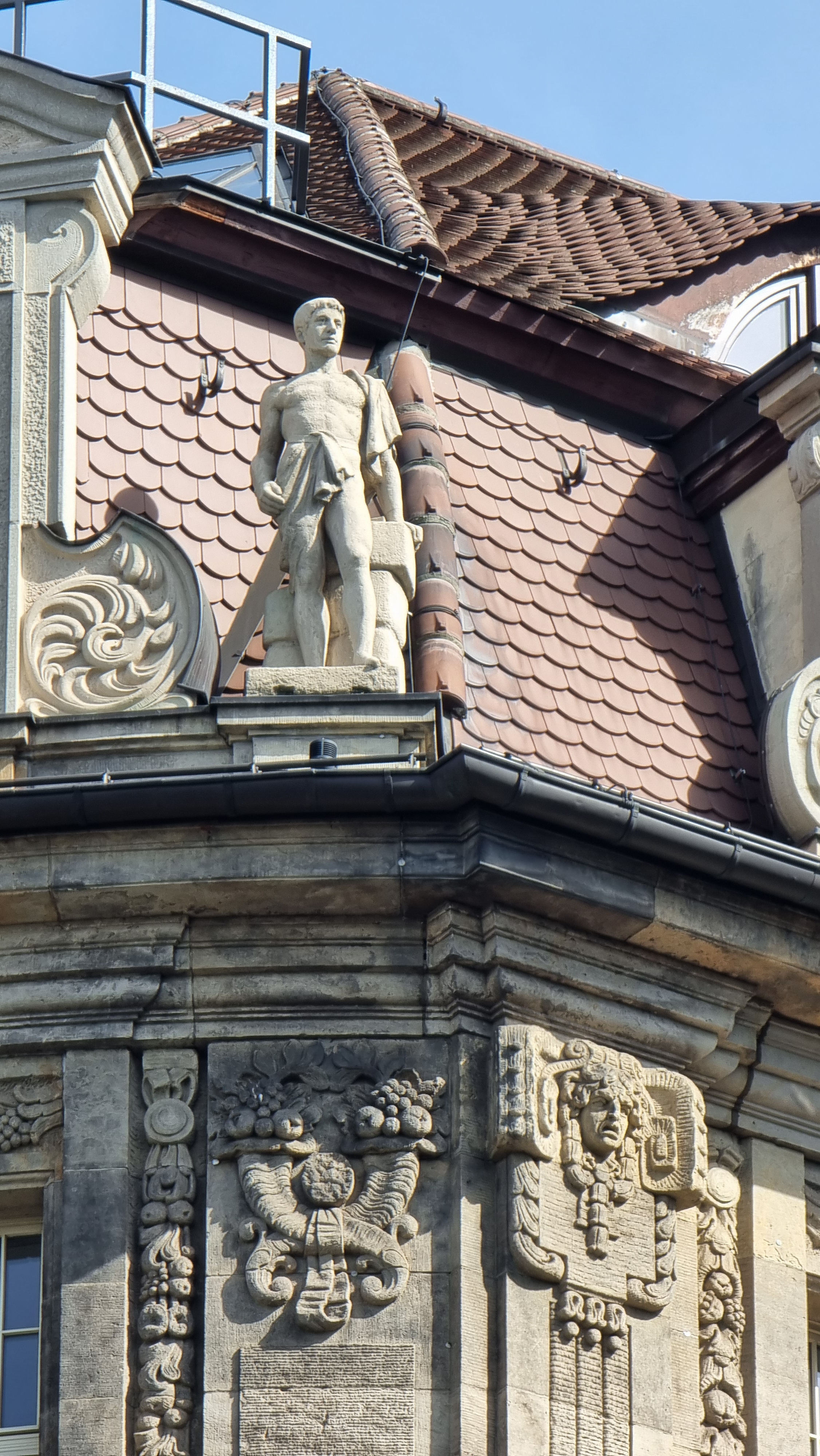
Teil des figürlichen Bauschmucks am Gebäude (2024)

Das Bankhaus Meyer & Co. war eine Privatbank in Leipzig. Sie existierte nach ihrer Gründung im Jahr 1814 über 130 Jahre lang und war zwischen 1952 und ihrer endgültigen Auflösung im Zuge der „letzten ostdeutschen Enteignungswelle 1972“ die einzige Privatbank in der DDR.

## Geschichte
Der jüdische Kaufmann Joel Meyer (geb. 1756 in Dessau) erhielt 1814 die Genehmigung ein Wechselgeschäft zu gründen. Die Geschäfte führte er gemeinsam mit seinem Sohn Alexis Meyer (1787–1869). Der Firmensitz befand sich am Brühl. Seit 1823 lautete die Firmenbezeichnung Meyer und Co. Obwohl alle Zweige des Bankgeschäfts bedient wurden, lag der Hauptgeschäftsbereich bei Textilien und Rauchwaren.
Nachdem Alexis Meyer 1840 nach Berlin ging, um dort unter gleichem Namen ein weiteres Bankhaus zu eröffnen, übernahm sein Sohn Max Meyer (geb. 1820) die Leitung in Leipzig. Das Bankhaus Meyer gehörte zu dem deutschen Bankenkonsortium, das ab 1872 die Bildung der Dresdner Bank vorbereitete. Zu diesem Konsortium gehörte auch die Allgemeinen Deutschen Credit-Anstalt bei der Max Mayer gleichzeitig Verwaltungsrat war. Infolge wurde er am 1. Dezember 1872 auch zum Aufsichtsrat der Dresdner Bank AG gewählt. 1887 schied er beim Bankhaus Meyer aus und übergab die Leitung an seine beiden Söhne Oskar (1868–1928) und Paul Meyer (geb. 1854).
Das Bankhaus engagierte sich auch auf kulturellem Gebiet und finanzierte Stipendien. Der Inhaber war zugleich Schatzmeister des Gewandhauses. 1887 wurde die Bank Kommanditgesellschaft. 1905 baute der Architekt Peter Dybwad (1859–1921) ein neues Geschäftsgebäude am Thomaskirchhof 20, Ecke Dittrichring.
1919 wurde der Jurist Wilhelm Schomburgk (1882–1959) durch Heirat in die Familie Meyer Mitinhaber der Bank. Im Zweiten Weltkrieg beteiligte sich Schomburgk am bürgerlichen Widerstand um den Bürgermeister Carl Friedrich Goerdeler (1884–1945). 1945 wurde das Kreditinstitut von der Sowjetischen Militäradministration in Deutschland (SMAD) geschlossen. Schomburgk durfte das Bankhaus unter Selbstbeteiligung von 300.000 RM ab 1946 als Privatbank Meyer & Co. unter Aufsicht und Kontrolle der Sächsischen Landesbank, nach 1950 der Deutschen Investitionsbank, weiterführen. Diese letzte Privatbank der DDR wurde 1972 abgewickelt.
In den Geschäftsräumen der Bank am Thomaskirchhof befand sich bis zu deren Auflösung 1990 die Filiale Leipzig der Deutschen Außenhandelsbank AG. Danach war in den Räumen ein Restaurant untergebracht. Im Keller des Hauses befindet sich ein begehbarer Tresor, gebaut von der Carl Kästner AG Leipzig. Anfang der 1990er Jahre gehörte das Gebäude vorübergehend zum Leipziger Immobilienbesitz des Bauunternehmers Jürgen Schneider (* 1934).